# Туманишвили, Михаил Иванович
Михаил Иванович Туманишвили (груз. მიხეილ ივანეს ძე თუმანიშვილი; 1921—1996) — грузинский, советский театральный режиссёр, педагог. Народный артист СССР (1981).

## Биография
С 1939 года служил в Красной Армии в городе Шепетовка (Украина). Окончил школу младших командиров связи. Участник войны. Был в плену, дважды бежал. В 1944 году был демобилизован.
В 1949 году окончил режиссёрский факультет Тбилисского театрального института по классу Георгия Товстоногова.
С 1949 по 1971 год — режиссёр Тбилисского театра им. Ш. Руставели (в 1965—1966 — главный режиссёр).
Разнообразным по жанру и стилю работам режиссёра присущи простота художественной лексики, психологическая точность, тончайшая нюансировка в разработке человеческих характеров.
С 1971 по 1975 год — главный режиссёр Грузинского телевидения.
С 1975 года — главный режиссёр театральной мастерской при киностудии «Грузия-фильм», а с 1978 — первый художественный руководитель созданного Тбилисского Театра киноактёра при киностудии, членами труппы которого стали выпускники его экспериментального курса.
С 1949 года ведёт педагогическую деятельность в Тбилисском театральном институте им. Ш. Руставели (с 1973 — профессор). В период 1971—1975 годов — преподаватель экспериментальных групп при Театре им. Ш. Руставели.
Умер 11 мая 1996 года в Тбилиси. Похоронен в Дидубийском пантеоне.

## Награды и звания
- Народный артист Грузинской ССР (1961)[2]
- Народный артист СССР (1981)
- Государственная премия СССР (1988)
- Государственная премия Грузинской ССР им. К. Марджанишвили (1980, за книгу «Пока не началась репетиция»)
- Орден Чести (1995)[3]
- Орден Отечественной войны II степени (1985)[4]
- Орден Трудового Красного Знамени (1958)
- Орден Красной Звезды
- Медаль «За боевые заслуги»
- Почётный гражданин Тбилиси (1986).

## Театральные постановки
- 1949 — «Вечнозеленые холмы» В. Карсанидзе
- 1950 — «Незабываемый 1919-й» В. Вишневского
- 1951 — «Люди, будьте бдительны!» по Ю. Фучику
- 1952 — «Записки сумасшедшего» по Н. Гоголю
- 1952 — «Канун грозы» П. Маляревского
- 1954 — «Испанский священник» Дж. Флетчера
- 1954 — «Гаити» У. Дюбуа (совм. с А. Васадзе)
- 1955 — «Тариэл Голуа» Л. Киачели
- 1956 — «Доктор философии» Б. Нушича
- 1956 — «Деловой человек» И. Вакели
- 1958 — «Повесть о любви» К. Буачидзе
- 1958 — «Ангела» Г. Севастикоглу
- 1959 — «Такая любовь» П. Когоута
- 1960 — «Иркутская история» А. Арбузова
- 1960 — «Бунт женщины» Сендербю
- 1962 — «Дети моря» Г. Хухашвили
- 1962 — «Хозяйка гостиницы» К. Гольдони
- 1963 — «Чинчрака» Г. Нахуцришвили
- 1966 — «Король Лир» У. Шекспира
- 1968 — «Антигона» Ж. Ануя
- 1969 — «Пока арба не перевернулась» О. Иоселиани
- 1970 — «Мост» А. Чхаидзе
- 1981 — «Дон Жуан» Мольера
- 1981 — «Наш городок» Т. Уайлдера и Р. Габриадзе
- 1982 — «Свиньи Бакулы» по Д. С. Клдиашвили
- 1996 — «Амфитрион-38» Ж. Жироду
- «Голос человеческий» Ж. Кокто

## Известные ученики
- Роберт Стуруа, театральный режиссёр
- Темур Чхеидзе, театральный режиссёр
- Георгий Кавтарадзе, театральный режиссёр
- Кети Долидзе, кинорежиссёр
- Бадри Майсурадзе, оперный певец, солист Большого театра
- Леван Абашидзе, киноактёр
- Зураб Кипшидзе, киноактёр, телеведущий
- Давид Доиашвили, грузинский театральный режиссёр
- Георгий Левашов-Туманов, кинорежиссёр
- Константин Кереселидзе, кинорежиссёр, кинодокументалист.
- Михаил Чавчавадзе, театральный режиссёр, педагог
- Гоги Маргвелашвили, актёр, режиссёр, педагог

## Наследие и память
Имя Михаила Ивановича Туманишвили носит Тбилисский государственный Театр киноактёра, а также созданный в 1997 году Международный национальный фестиваль искусств «Сачукари» (другие названия: «Подарок», «Geoselis Gift»).
Однако главным наследием М. Туманишвили остается его режиссёрский метод